# خانه زهرا آذرآباد
خانه زهرا آذر آباد مربوط به اوایل دوره پهلوی است و در دزفول، محله ساکیان واقع شده و این اثر در تاریخ ۱۷ اسفند ۱۳۸۱ با شمارهٔ ثبت ۷۸۹۱ به‌عنوان یکی از آثار ملی ایران به ثبت رسیده است.